# NGC 554B
NGC 554B is een lensvormig sterrenstelsel in het sterrenbeeld Walvis. Het hemelobject ligt 408 miljoen lichtjaar van de Aarde verwijderd. Het bevindt zich in de buurt van NGC 554A.

## Synoniemen
- PGC 5413
- ESO 476-11A
- SGC 012446-2259.0